# Grúň (přírodní památka)
Grúň je přírodní památka v katastrálním území obce Nová Bošáca v okrese Nové Mesto nad Váhom v Trenčínském kraji na Slovensku. Území bylo vyhlášeno v roce 1992 a jeho rozloha je 16,01 hektaru. Předmětem ochrany je komplex lesních, lučních a pastevních společenstev s bohatým výskytem vstavačovitých rostlin.